# Кубок Білого Слона
Кубок Білого Слона (англ. White Elephant Cup, пол. Zawody o puchar Białego Słonia) — командні лижні змагання з елементами орієнтування.
Лижні перегони на Чорногорі — найвисокогірнішому хребті України — відбуваються у форматі швидкісного сходження на гору Піп Іван Чорногірський (2028 м) та спуску з вершини на лижах (скітурах).
Уперше Кубок Білого Слона відбувся у лютому 2015 року на базі кемпу "Білий Слон", що у с. Нижня Дземброня Верховинського району Івано-Франківської області.
IV Кубок Білого Слона (наприкінці січня 2018) набув міжнародного статусу, оскільки зібрав 88 учасників, серед яких 52 українців та 36 спортсменів із Польщі.

## Загальні положення та умови участі
Під час перегонів дозволяється використання будь-яких комбінацій скітурових, гірських чи туристичних лиж із металевим рантом. 
Також допускається участь на сплітбордах. 

Використання бігових лиж заборонено.
Команда складається з двох учасників. Команди можуть бути змішані, жіночі, чоловічі.

Старт – масовий: зараховується загальний час на трасі.
Фініш команди фіксується за останнім учасником. На фініші учасники команди можуть перебувати один від одного на відстані не більше 50 м (орієнтовно). 
Фінішем вважається торкання рукою фінішної відмітки.
У змаганнях можуть брати участь особи, що досягли віку 18 років.

Особи віком від 14 до 18 років можуть приєднатися тільки у супроводі батьків.

## Безпека
Чорногірський гірський пошуково-рятувальний пост, що дислокується у будівлі обсерваторії на вершині г. Піп Іван Чорногірський, сприяє безпечнішому проходженню траси під час перегонів.

## Кубок Білого Слона 2015
Змагання відбулись 20 — 22 лютого 2015.

Маршрут перегонів: кемп “Білий Слон” (с. Нижня Дземброня) – с. Верхня Дземброня – г. Смотрич – г. Піп Іван Чорногірський, 2028 м – оз. Марічейка – пол. Веснарка – с. Шибене, 25 км.

У змаганнях взяли участь чотири команди: з Тернополя, Ужгорода та Львова.

Перемогла команда TURE-TEAM у складі Володимира Горона та Андрія Плішка (м. Тернопіль).

Друге місце посіли спортсмени з Ужгорода: Михайло Лагажевський та Денис Компанієць.

Останніми перетнули лінію фінішу львів'яни: команди GORGANY 1 та GORGANY 2.

## Кубок Білого Слона 2016
Змагання відбулись 20 – 21 лютого 2016 року за маршрутом с. Верхня Дземброня – пол. Чуфрова – сідловина між Смотричем і Чорногорою – гора Піп Іван Чорногірський, 2028 м – оз. Марічейка – пол. Веснарка. Загалом, близько 17 км підйомів та спусків. 
Набір висоти на маршруті становив орієнтовно 1250 м.

Кількість учасників — 18 ос. або 9 команд.

Наймолодший учасник змагань – Дмитро Бендас (9 років). 
Найстарший учасник – Юрій Коновалов (57 років).
Переможці Кубку Білого Слона 2016
| місце | команда       | учасники, місто, країна                       | час на трасі |
| ----- | ------------- | --------------------------------------------- | ------------ |
| І     | 7 днів у лісі | Сергій Сапіга Тернопіль, Україна              | 03 год 25 хв |
| І     | 7 днів у лісі | Роман Петрик Львів, Україна                   | 03 год 25 хв |
| ІІ    | Трактор       | Денис Компанієць Ужгород, Україна             | 04 год 07 хв |
| ІІ    | Трактор       | Дмитро Джміль Ужгород, Україна                | 04 год 07 хв |
| III   | Черкон        | Сергій Чередніченко Івано-Франківськ, Україна | 04 год 17 хв |
| III   | Черкон        | Юрій Коновалов Івано-Франківськ, Україна      | 04 год 17 хв |

## Кубок Білого Слона 2017
Перегони відбулись 25 — 26 лютого 2017 року.

Маршрут змагань: р. Дземброня – пол. Чуфрова – Чорногірський хребет (сідло з Смотричем) – Піп Іван Чорногірський (2028 м) – оз. Марічейка – пол. Веснарка – с. Шибене. Дистанція — 19 км 700 м.

Участь у змаганнях взяло 10 команд (21 учасник, один поза заліком), у тому числі одна жіноча.
Переможці Кубку Білого Слона 2017
| місце | команда                | учасники, місто, країна            | час на трасі |
| ----- | ---------------------- | ---------------------------------- | ------------ |
| І     | Чугайстер і Тарапунька | Сергій Сапіга Тернопіль, Україна   | 03 год 25 хв |
| І     | Чугайстер і Тарапунька | Андрій Ткачук Хуст, Україна        | 03 год 25 хв |
| ІІ    | Ушльопки               | Дмитро Джміль Ужгород, Україна     | 03 год 53 хв |
| ІІ    | Ушльопки               | Віктор Свириденко Ужгород, Україна | 03 год 53 хв |
| III   | Слон і Моська          | Ростислав Козак Тернопіль, Україна | 04 год 00 хв |
| III   | Слон і Моська          | Віктор Потіха Тернопіль, Україна   | 04 год 00 хв |

## Кубок Білого Слона 2018
Змагання відбулись 27 — 28 січня 2018 року.

Маршрут перегонів: село Верхня Дземброня – пол. Чуфрова – г. Піп Іван Чорногірський (2028 м) – оз. Марічейка – пол. Веснарка – с. Шибене.

Загальна кількість команд — 44: 52 українців та 36 учасників з Польщі.

Лижники змагались у таких категоріях: чоловіча, жіноча та змішана. 

Із 44 команд до фінішу дійшло 42.
Переможці Кубку Білого Слона 2018 у категорії ЧОЛОВІКИ
| місце | команда                                          | учасники, країна            | час фінішу |
| ----- | ------------------------------------------------ | --------------------------- | ---------- |
| І     | Лось і Чугайстер                                 | Сергій Сапіга, Україна      | 14:06      |
| І     | Лось і Чугайстер                                 | Олексій Прокопенко, Україна | 14:06      |
| ІІ    | GOPR Bieszczady – Schronisko Pod Wysoką Połoniną | Michał Gajewski, Польща     | 14:10      |
| ІІ    | GOPR Bieszczady – Schronisko Pod Wysoką Połoniną | Tomasz Ostrowski, Польща    | 14:10      |
| III   | Тетерів                                          | Віталій Бідюк, Україна      | 14:32      |
| III   | Тетерів                                          | Олександр Олівсон, Україна  | 14:32      |

Переможці Кубку Білого Слона 2018 у категорії ЖІНКИ
| місце | команда                             | учасники, країна          | час фінішу |
| ----- | ----------------------------------- | ------------------------- | ---------- |
| І     | Sightseeing Team                    | Iwona Chmielik, Польща    | 15:56      |
| І     | Sightseeing Team                    | Aleksandra Tyrna, Польща  | 15:56      |
| ІІ    | Кози                                | Лариса Клименко, Україна  | 16:06      |
| ІІ    | Кози                                | Олена Міщенко, Україна    | 16:06      |
| III   | Towarzystwo Narciarek Rekreacyjnych | Danuta Frydryszak, Польща | 16:49      |
| III   | Towarzystwo Narciarek Rekreacyjnych | Magdalena Syrek, Польща   | 16:49      |

Переможці Кубку Білого Слона 2018 у ЗМІШАНІЙ категорії
| місце | команда                    | учасники, країна           | час фінішу |
| ----- | -------------------------- | -------------------------- | ---------- |
| І     | Forever young              | Дарія Боднар, Україна      | 15:01      |
| І     | Forever young              | Павло Ковтун, Україна      | 15:01      |
| ІІ    | Яке бігло — таке і здибало | Стас Музиря, Україна       | 15:10      |
| ІІ    | Яке бігло — таке і здибало | Оля Склярчук, Україна      | 15:10      |
| III   | Mroczne Kowadło            | Karolina Filipczak, Польща | 16:08      |
| III   | Mroczne Kowadło            | Florian Małek, Польща      | 16:08      |

## Кубок Білого Слона 2019
Перегони відбулись 26 — 27 січня 2019 року.

Змагання вперше проводилось у класах "SKI TOUR" та "SKI-ALP".

Загалом у події взяло участь 49 команд (98 учасників) з України та Польщі: 40 у класі "SKI TOUR" та
9 у класі "SKI-ALP".

Атлети змагались у таких категоріях: чоловіча, жіноча та змішана.
Переможці Кубку Білого Слона 2019 у класі "SKI-ALP"
| місце | команда                      | учасники, країна            |
| ----- | ---------------------------- | --------------------------- |
| І     | GOPR Bieszczady              | Jan Koza, Польща            |
| І     | GOPR Bieszczady              | Tomasz Ostrowski, Польща    |
| ІІ    | GOPR (Zaporowy Maraton Team) | Tomasz Mazurkiewicz, Польща |
| ІІ    | GOPR (Zaporowy Maraton Team) | Łukasz Dziuban, Польща      |
| III   | Тетерів                      | Віталій Бідюк, Україна      |
| III   | Тетерів                      | Олександр Олівсон, Україна  |

Переможці Кубку Білого Слона 2019 у класі "SKI TOUR. ЧОЛОВІКИ"
| місце | команда     | учасники, країна            | час фінішу |
| ----- | ----------- | --------------------------- | ---------- |
| І     | Mantra      | Василь Струк, Україна       | 15:28      |
| І     | Mantra      | Богдан Яворівський, Україна | 15:28      |
| ІІ    | Fun Karpaty | Богдан Фаштрига, Україна    | 16:15      |
| ІІ    | Fun Karpaty | Олексій Тригуб’як, Україна  | 16:15      |
| III   | Telemark    | Олексій Дума, Україна       | 16:16      |
| III   | Telemark    | Олександр Оришко, Україна   | 16:16      |

Переможці Кубку Білого Слона 2019 у класі "SKI TOUR. ЖІНКИ"
| місце | команда         | учасники, країна           | час фінішу |
| ----- | --------------- | -------------------------- | ---------- |
| І     | ЛенТа           | Тетяна Шурубор, Україна    | 00:17      |
| І     | ЛенТа           | Олена Циганок, Україна     | 00:17      |
| ІІ—IV | Fokarium Team B | Agnieszka Mendys, Польща   | 17:08      |
| ІІ—IV | Fokarium Team B | Magdalena Syrek, Польща    | 17:08      |
| ІІ—IV | Slow Life Team  | Edyta Domagala, Польща     | 17:19      |
| ІІ—IV | Slow Life Team  | Anna Resiak, Польща        | 17:19      |
| ІІ—IV | Ladies First    | Karolina Filipczak, Польща | 16:26      |
| ІІ—IV | Ladies First    | Monika Walaszek, Польща    | 16:26      |

Переможці Кубку Білого Слона 2019 у класі "SKI TOUR. ЗМІШАНА КАТЕГОРІЯ"
| місце  | команда                      | учасники, країна               | час фінішу |
| ------ | ---------------------------- | ------------------------------ | ---------- |
| І      | Яке бігло — таке і здибало   | Стас Музиря, Україна           | 16:31      |
| І      | Яке бігло — таке і здибало   | Ольга Склярчук, Україна        | 16:31      |
| ІІ—III | ТСК "ЧОРНОГОРА"              | Олександр Олійник, Україна     | 17:37      |
| ІІ—III | ТСК "ЧОРНОГОРА"              | Ірина Олійник, Україна         | 17:37      |
| II—III | Ninthward                    | Олексій Сімків, Україна        | 16:53      |
| II—III | Ninthward                    | Анна Сімків, Україна           | 16:53      |
| IV—VI  | Саночники                    | Ярослав Демешко, Україна       | 17:24      |
| IV—VI  | Саночники                    | Ніна Данченко, Україна         | 17:24      |
| IV—VI  | Tacoma                       | Андрій Босий, Україна          | 17:46      |
| IV—VI  | Tacoma                       | Олена Боса, Україна            | 17:46      |
| IV—VI  | Стиль вепра і міцність сарни | Sławomir Bosak, Польща         | 15:09      |
| IV—VI  | Стиль вепра і міцність сарни | Karolina Bosak-Swoboda, Польща | 15:09      |

## Кубок Білого Слона 2020
Перегони відбулись 29 лютого — 01 березня 2020 року.

Змагання проводилось у класі "SKI TOUR".

Загалом у події взяло участь 20 команд (41 учасник).
Переможці Кубку Білого Слона 2020 у класі "SKI TOUR"
| місце | команда              | учасники, країна          | час фінішу |
| ----- | -------------------- | ------------------------- | ---------- |
| І     | Kostelhous Team      | Андрій Щудло, Україна     | 14:20      |
| І     | Kostelhous Team      | Олег Павлишин, Україна    | 14:20      |
| ІІ    | Altra Endurance Team | Артем Городинець, Україна | 14:30      |
| ІІ    | Altra Endurance Team | Євгеній Цирень, Україна   | 14:30      |
| III   | TURE                 | Любомир Гора, Україна     | 14:42      |
| III   | TURE                 | Сергій Сапіга, Україна    | 14:42      |

## Галерея
|  |  |  |  |

|  |  |  |  |